# Дюбок, Поль
Поль Дюбок (фр. Paul Duboc; 2 апреля 1884, Руан — 19 августа 1941, Париж) — французский профессиональный шоссейный и трековый велогонщик. За карьеру, охватывающую период с 1904 по 1927 год, занял второе место в гонке «Тур де Франс» 1911 года, выиграв в ней три этапа и став «горным королём», был победителем Тура Бельгии 1909 года и однодневной велогонки Париж-Рёнжи 1907 года, дважды (в 1924 и 1927 годах) становился серебряным призёром 24-часовой трековой гонки Bol d'Or в Париже.

## Биография

### Первые годы карьеры
Поль Дюбок родился в 1884 году в Руане в семье водопроводчика Эдуара Дюбока и Мари Лежён. Первое призовое место в его спортивной карьере датируется 1904 годом, когда он финишировал третьим в 200-километровой шоссейной гонке Париж-Кан. В 1907 году он победил в однодневной гонке Париж-Рёнжи.
С 1908 года Дюбок выступал в велокоманде Alcyon (в первые годы его участия называвшейся Alcyon-Dunlop, а в 1912—1913 годах Alcyon-Soly). В этом году он дебютировал в велогонке «Тур де Франс», попав в первую десятку на финише на шести этапах и закончив соревнование на 11-м месте в общем зачёте. На следующий год Дюбок впервые выиграл этап в «Тур де Франс»: он стал победителем 13-го этапа, а также занял 2-е место на 10-м этапе и 3-е на 6-м. В общем зачёте он поднялся на 4-е место. Кроме того, француз стал победителем в общем зачёте Тура Бельгии, где также выиграл 3-й этап и занимал призовые места ещё на четырёх.

### «Тур де Франс» 1911 года
Лучшего своего результата в «Тур де Франс» Дюбок добился два года спустя, выступая за команду La Française. В этом сезоне уже на ранних стадиях гонки из неё выбыли двукратный чемпион Люсьен Пети-Бретон и действующий чемпион Октав Лапиз, а позже к ним присоединился ещё один постоянный фаворит Франсуа Фабер. В этих условиях в качестве вероятных претендентов на победу рассматривались Эмиль Жорже (победивший на этапах в Нанси и Ницце) и Гюстав Гарригу. Последний и лидировал в общем зачёте, когда маршрут гонки подошёл к горным этапам в Пиренеях.
На этой стадии гонки, однако, Дюбок начал сокращать отрыв. Он выиграл два этапа подряд (в Перпиньяне и Люшоне) и отставал от Гарригу всего на 10 очков. На 10-м этапе, самом сложном из горных, он уверенно ушёл вперёд и к его середине выигрывал у ближайшего преследователя 8 минут. Однако в долине после высокогорного перевала Турмале Дюбок принял еду и питьё у одного из болельщиков, стоявших у дороги, и вскоре почувствовал себя плохо. На подъёме к перевалу Коль д’Обиск он потерял ориентацию, затем упал с велосипеда и его стошнило. Прежде чем Дюбок пришёл в себя, его обогнали многочисленные соперники. Бельгийский интернет-сайт, посвящённый истории велоспорта, сообщает, что вода в бутылке, из которой пил французский гонщик, была отравленной. В итоге этап выиграл Гарригу, упрочивший своё лидерство. Поклонники Дюбока были уверены, что именно он был виновником происшествия, однако более вероятно, что за отравлением Дюбока стоял Франсуа Дефуркад — гонщик, отличившийся на горных этапах за год до этого, но не допущенный к участию в гонке 1911 года.
В дальнейшем Дюбоку удалось восстановиться. Он выиграл ещё два этапа (в Ла-Рошели и Гавре), финишировал вторым на заключительном этапе в Париже и занял второе место в общем зачёте с 61 очком (у победителя — Гарригу — было 43 очка). По итогам гонки журнал L’Auto признал Дюбока лучшим гонщиком горных этапов «Тур де Франс».

### Дальнейшая карьера
В следующие два года Дюбок участвовал в «Тур де Франс», но не заканчивал гонку, прерывая участие уже на ранних этапах. В 1914 году он завершил гонку в четвёртом десятке участников, только на трёх этапах сумев финишировать среди первых десяти гонщиков (третий на 12-м этапе). В том же году француз участвовал в ещё одной престижной велогонке, «Джиро д’Италия», но не завершил её.
После мировой войны Дюбок продолжил выступать как независимый гонщик. В 1919 году он успешно провёл несколько первых этапов многодневной гонки Circuit des Champs de Bataille, финишировав вторым на 3-м и 4-м этапах, но на старт 5-го этапа не вышел. В «Тур де Франс» он на девяти этапах подряд, начиная с 6-го, входил в первую десятку финишёров, однако на 15-м этапе (Дюнкерк-Париж) был дисквалифицирован. Причиной дисквалификации послужило то, что гонщик, у которого сломался велосипед, съездил на автомобиле за деталями для его починки.
В 1920-е годы Дюбок ещё дважды участвовал в «Тур де Франс», финишировав 18-м в общем зачёте в 1923 и 27-м в 1926 году. В 1924 и 1927 годах он дважды становился серебряным призёром 24-часовой трековой гонки Bol d'Or с результатами соответственно 936,5 и 934,5 км за сутки.
Поль Дюбок погиб в августе 1941 года в Париже в результате несчастного случая на работе, оставив после себя трёх детей. В 2008 году в его честь была названа улица в его родном Руане.